# Abstammungsklärung
Die Abstammungsklärung ist ein Verfahren zur Durchsetzung des seit 2008 im deutschen Familienrecht geregelten Anspruchs auf Feststellung der leiblichen Abstammung eines Kindes. Dazu wurde insbesondere § 1598a BGB durch das Gesetz zur Klärung der Vaterschaft unabhängig vom Anfechtungsverfahren mit Wirkung zum 1. April 2008 in das Bürgerliche Gesetzbuch eingefügt.

## Bedeutung
Im Unterschied zur statusrechtlichen Feststellung der Vaterschaft gem. § 1600d BGB regelt das Verfahren zur Klärung der Abstammung die isolierte, sog. rechtsfolgenlose Klärung der Abstammung von einem mutmaßlich leiblichen, aber nicht rechtlichen Vater. Es dient der Verwirklichung des Rechts des rechtlichen Vaters auf Kenntnis der Abstammung seines Kindes, hat aber keine unterhalts- und erbrechtlichen Folgen. 

## Verfahren
Nach § 1598a BGB können der Vater jeweils von Mutter und Kind, die Mutter jeweils von Vater und Kind und das Kind von beiden Elternteilen die Einwilligung in eine genetische Abstammungsuntersuchung und die Duldung der Entnahme einer für die Untersuchung erforderlichen Probe verlangen.
Wird die Einwilligung verweigert, kann sie durch das Familiengericht ersetzt werden. Das diesbezügliche Verfahren ist als Abstammungssache nach § 111 Abs. 1 Nr. 3 FamFG eine Familiensache und als solche ein Verfahren der freiwilligen Gerichtsbarkeit. Das Familiengericht kann das Verfahren aussetzen, wenn eine erhebliche Beeinträchtigung des Wohls eines minderjährigen Kindes zu befürchten wäre, welche die Durchführung des Verfahrens auch unter Berücksichtigung der Interesse des anderen Beteiligten für das Kind unzumutbar erscheinen ließe.
Genetische Untersuchungen zur Klärung der Abstammung sind in §17 des 2010 verabschiedeten Gendiagnostikgesetz geregelt.